# Herbert von Buttlar
Herbert von Buttlar (eigentlich: Friedrich Wilhelm Curt Herbert Freiherr Treusch von Buttlar-Brandenfels; * 2. Oktober 1912 in Stendal; † 24. Juli 1976 in Arlesheim, mit vollständigem Namen Herbert Freiherr Treusch von Buttlar-Brandenfels) war ein deutscher Klassischer Archäologe und Wissenschaftsmanager.

## Leben und Wirken
Seine Eltern waren der königlich preußische Generalmajor Walter Freiherr Treusch von Buttlar-Brandenfels (* 4. Oktober 1865; † 29. März 1954) und Margarethe Damms (* 7. Juli 1874; † 15. November 1945). Sein Vater war Kommandeur des Magdeburgischen Husaren-Regiments Nr. 10, das in Stendal stationiert war. Die Treusch von Buttlar-Brandenfels gehören zur noch heute existierenden Althessischen Ritterschaft.
Buttlar besuchte das Wilhelmsgymnasium Kassel. Sein Studium der Archäologie, Klassischen Philologie, Germanistik und Kunstgeschichte absolvierte er in Marburg, München, Frankfurt, Bonn, Berlin und Leipzig. 1941 erfolgte die Promotion. Im Jahr 1939 wurde er wissenschaftlicher Hilfsarbeiter an der Abteilung Athen des Deutschen Archäologischen Instituts, von 1946 bis 1948 war er Assistent am Archäologischen Institut der Universität Marburg.
Es gibt Hinweise, dass Buttlar dem NS-Regime nahe stand, trotzdem findet sich sein Name im Gästebuch der Hanna Bekker vom Rath, die in ihrer Berliner Atelierwohnung während der NS-Zeit heimliche Kunstausstellungen verfemter Künstler veranstaltete, eingeladen waren nur ausgewählte Gäste, die als sicher galten.
1960 verharmloste er die SS-Mitgliedschaft des Jurymitglieds Hans Egon Holthusen, als Mascha Kaléko seinetwegen die Annahme des Fontane-Preises verweigerte. Er empfahl „den Emigranten, wenn es ihnen nicht gefalle, fortzubleiben“. Noch im Nachruf im Hamburger Abendblatt 1976 wurde dies freilich „Schwierigkeiten mit seinen so schätzenswerten Spontaneitäten“ zugeschrieben, die im Gegensatz zu den sonst an ihm so bewunderten diplomatischen Fähigkeiten ständen.
Seit 1948 war er Kustos der Antikensammlung des Hessischen Landesmuseums Kassel. 1953 wurde er von Arnold Bode in den Club 53 berufen. Er war Generalsekretär der documenta I 1955, ferner lehrte er an der Staatlichen Werkakademie in Kassel. Für 1949/50 wurde ihm das Reisestipendium des Deutschen Archäologischen Instituts verliehen. Von 1956 bis 1964 war er Generalsekretär der Akademie der Künste in Westberlin. Anschließend wurde er Direktor der Hamburger Kunsthochschule.
In der Zeit der Studentenbewegung und der allgemeinen Reformbewegungen gehörte er zu den Initiatoren der Neufassung der Hamburger Hochschulverfassung und wurde nach deren Verabschiedung 1973 als Präsident der HfbK für sechs Jahre bestellt, starb jedoch schon 1976 in einem Sanatorium in der Schweiz.
Seit 1942 war Buttlar verheiratet mit Agnes Maria, geb. Jung, und hatte mit ihr vier Kinder,  darunter der Kunsthistoriker Adrian von Buttlar.

## Veröffentlichungen (Auswahl)
- Griechische Köpfe. Marburg 1948.
- Die Kasseler Antiken. Skulpturen – Bronzen – Terrakotten – Vasen. Kassel 1948.
- Antike Plastik und Plastik der Gegenwart. In: Marburger Jahrbuch für Kunstwissenschaft 15, 1949/50, S. 251–272.